# Эллипсоидальная переменная

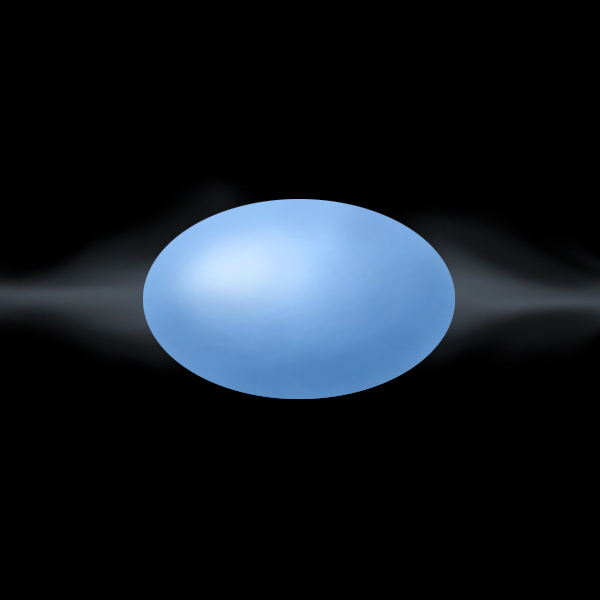
Иллюстрация показывает вид сплюснутой звезды Ахернар, вызванный быстрым вращением.

Эллипсоидальные переменные (Вращающиеся эллипсоидальные переменные, ELL) — класс переменных тесных двойных, в котором звёзды так близки, хотя не обязательно в контакте, что одна или обе имеют форму эллипсоида. Причиной подобной формы является быстрое вращение и/или гравитационное взаимодействие звёзд. Их видимый суммарный блеск меняется с периодом, равным периоду орбитального обращения, вследствие изменения площади излучающей поверхности, обращенной к наблюдателю.
Наблюдаемые изменения яркости являются небольшими, как правило, гораздо меньше, чем 0,2m величины. Однако, если, как в случае Бета Лиры, компоненты затмевают друг друга, изменения яркости могут быть гораздо больше.
Ярким примером вращающейся эллипсоидальной переменной является Спика (α Девы). Ниже в таблице приведены другие примечательные эллипсоидальные переменные.
| Название звезды | Обозначение переменной | Спектральный класс | Максимальная звёздная величина | Амплитуда изменения величины |
| --------------- | ---------------------- | ------------------ | ------------------------------ | ---------------------------- |
| Спика           | Альфа Девы             | B1III-IV+B2V       | 0,95                           | 0,1                          |
| ν Центавра      | Ню Центавра            | B2IV               | 3,38                           | 0,03                         |
| π5 Ориона       | Pi5 Ориона             | B3III              | 3,72                           | 0,07                         |
| σ Волка         | Сигма Волка            | B2III              | 4,42                           | 0,02                         |
| HD 64503        | QZ Кормы               | B2.5V              | 4,47                           | 0,07                         |
| 2 Ящерицы       | NSV 14130              | B6V                | 4,55                           | 0,03                         |
| HD 74560        | HY Парусов             | B3IV               | 4,8                            | 0,07                         |
| δ Циркуля       | Дельта Циркуля         | O8.5V              | 5,08                           | 0,1                          |
| 31 Ворона       | TY Ворона              | B2IV               | 5,19                           | 0,04                         |
| 14 Цефея        | LZ Цефея               | O9V                | 5,55                           | 0,1                          |
| 35 Рыб          | UU Рыб                 | F0V                | 6,01                           | 0,04                         |